# Rapid JC

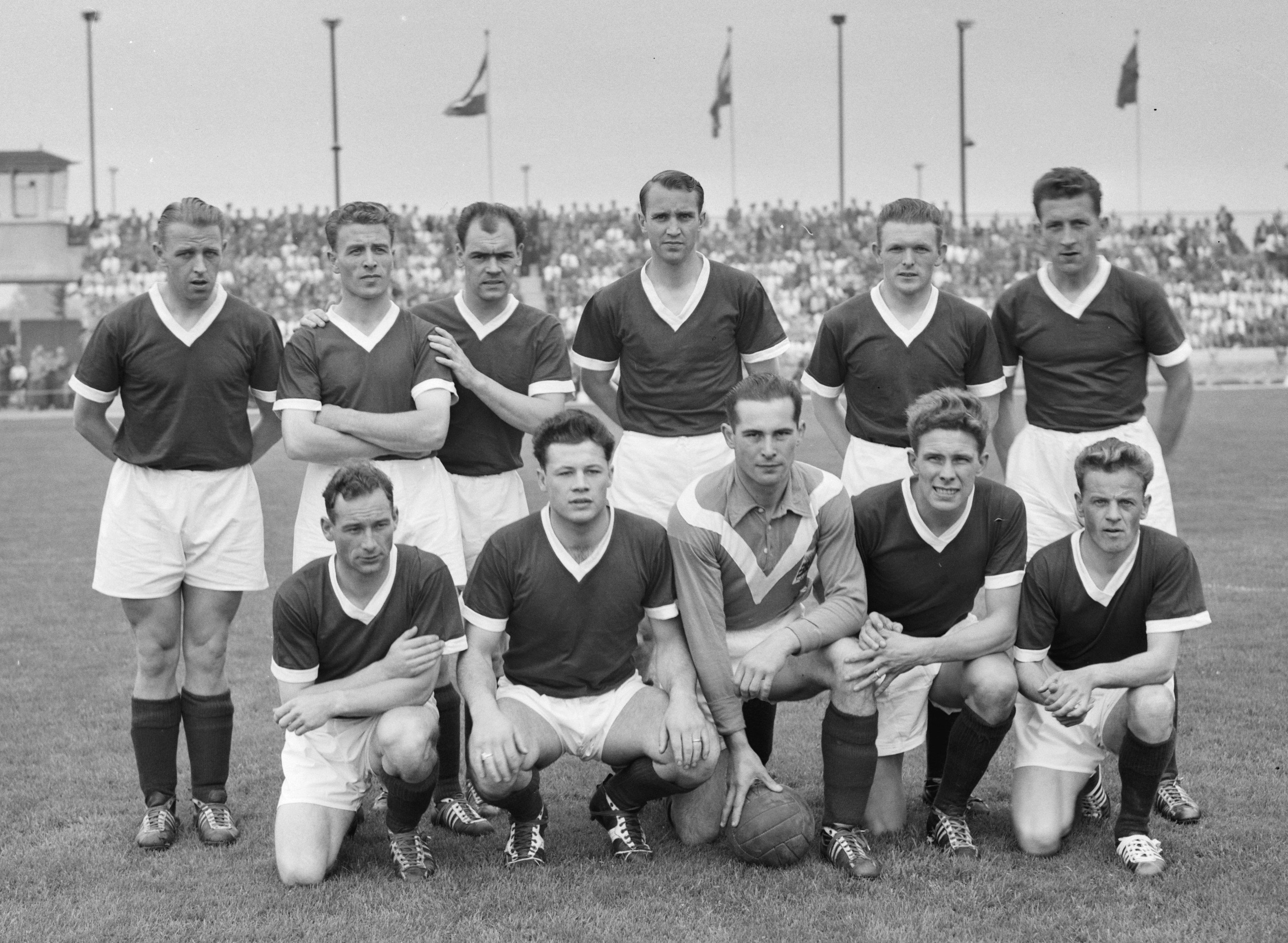
Rapid JC voorafgaand aan de kampioenswedstrijd in 1956.

De Rapid Juliana Combinatie (Rapid JC) was een voormalige Nederlandse betaaldvoetbalclub uit Kerkrade en voorloper van huidig profclub Roda JC. Rapid JC werd in 1956 kampioen van Nederland.
De club werd op 14 november 1954 opgericht en kwam vanaf 28 november 1954 uit in de eerste door de KNVB georganiseerde professionele competitie in de Eerste klasse C. Het was een fusie tussen Rapid '54, dat op 1 juli 1954 werd opgericht en uitkwam in de competitie van de Nederlandse Beroeps Voetbalbond en Eersteklasser Juliana, dat werd opgericht op 20 juli 1910 en afkomstig was uit Spekholzerheide. Aanvankelijk waren ook Eerste klassers Bleijerheide en Kerkrade bij de fusiebesprekingen betrokken. Deze besloten echter getweeën tot het betaald voetbal toe te treden onder de naam Roda Sport.

## Rapid '54
De geschiedenis van Rapid '54 is uiterst kort. De club werd opgericht op 1 juli 1954 en dik 4 maanden later, op 14 november eindigt hij reeds.
De tijd is rijp voor betaald voetbal vinden enkele initiatiefnemers, als zij op 29 januari 1954 de Nederlandse Beroeps Voetbal Bond (NBVB) oprichten. Het is de pas in april tot de bond toegetreden eigenaar van de Limburgse Bouwmaatschappij Gied Joosten, die de middelen kent en financiën heeft, om clubs voor dit streven op te richten. Hij richt op 1 juni in Geleen de profvoetbalclub Fortuna '54 op en contracteert diverse in het buitenland spelende Nederlandse profvoetballers naast de beste Limburgse amateurspelers. Hij vraagt zijn vriend en Opel/GM dealer Wiel Reiss uit Heerlen om in de oostelijke mijnstreek hetzelfde te doen. Deze neemt de 'spelersmakelaar' Dre Widdershoven in de arm die op zijn beurt aan de slag gaat met Wiel Coerver, een van beste spelers van Bleijerheide. Er wordt een groep spelers geronseld waarvan het merendeel bestaat uit de kern van de Bleijerheide selectie. De nieuwe club komt Sportclub Rapid '54 te heten en staat ingeschreven te Heerlen. Er is echter geen geschikt veld beschikbaar in Heerlen. De gemeente Kerkrade is maar al te graag bereid om het gemeentelijk Sportpark Kaalheide met een capaciteit van 25000 toeschouwers hiervoor beschikbaar te stellen. Juliana, de club die dit stadion sinds de opening in 1952 bespeelt en huurt, heeft een betalingsachterstand omdat de club te weinig publiek trekt, Aan de hand van secretaris Casper Somers gaat Juliana met het voorstel van het gemeentebestuur akkoord en ontvangt daarvoor jaarlijks een compensatiebedrag van Rapid ´54. Juliana mag ook zijn wedstrijden blijven spelen in het Gemeentelijk Sportpark Kaalheide en daarnaast wordt er bedongen dat men geen spelers kwijtraakt aan het nieuwe Rapid '54.
De KNVB is niet blij met de nieuwe regeling. Men is vooralsnog fel gekant tegen betaald voetbal. Alle 'betaald voetbal'-velden worden als besmet en verboden verklaard en Juliana wordt terug verwezen naar haar oude kleine stadion met een capaciteit van nauwelijks 2500.
De kern van het elftal van Rapid ’54 bestaat zoals reeds gezegd uit een groep spelers afkomstig van Bleijerheide. Dit zijn Wiel Coerver, Huub Janssen, Hubert Hanneman, Rainer Barwasser, Hein Schaffrath, Gerard Rumpen en keeper Heinz Vroomen. De groep werd aangevuld met Piet Strolenberg van Kerkrade. Strouken en doelman Van Rixoordt van Sittardia, Wesolek van Waubachse Boys, Hub Bisschops van MVV, Gerard Meuser van Groene Ster, Damsma van CVV (Rotterdam) en ten slotte de international en spits van Eindhoven, Noud van Melis.
De kleuren van de club zijn Rood en Wit. Het tenue bestaat uit een rood shirt, witte broek en rode kousen met witte omslag.
Samen met nog negen andere semiprofclubs begint Rapid '54 aan een betaalde voetbal competitie die is opgezet door de 'wilde bond', de NBVB. Deze competitie van door geldschieters uit de grond gestampte clubs loopt parallel aan die van de KNVB. Deze bond wil blijven vasthouden aan het amateurvoetbal en heeft alle spelers die kiezen voor het betaalde voetbal voor het leven geschorst.
De club Rapid '54 werd opgeheven. Het eerste elftal van Juliana ging op in Rapid JC, terwijl lagere elftallen met financiële steun van de nieuwe club bleven uitkomen onder Juliana. Rapid JC ging spelen in Gemeentelijk Sportpark Kaalheide, waar eerder vanaf de opening in 1952 tot de zomer van 1954 Juliana speelde en van augustus tot november 1954 Rapid '54 de thuisbasis had.
In het eerste seizoen werd een tweede plek in de Eerste klasse C gehaald, achter de latere landskampioen Eindhoven. Rapid JC werd in 1956 landskampioen. Hierdoor mocht de club meedoen aan de Europacup I voor landskampioenen. Hierin zou het na een vrije voorronde de eerste ronde (met 16 teams) niet overleven door twee nederlagen tegen Rode Ster Belgrado. Uiteindelijk zou Rapid JC op 1 juni 1962 fuseren met Roda Sport tot Roda JC. Omdat Rapid in dat jaar gedegradeerd was uit de Eredivisie, kwam de nieuwe fusieclub uit in de Eerste divisie.

Stamboom van Roda JC

## Erelijst
Landskampioen  (1x)
1956

## Eindklasseringen
- 1955 2e
Eerste klasse (prof) C
- 1956 2e
Hoofdklasse (prof) B
- 1957 11e
Eredivisie
- 1958 12e
Eredivisie
- 1959 2e
Eredivisie
- 1960 11e
Eredivisie
- 1961 13e
Eredivisie
- 1962 18e
Eredivisie

In elke staaf van de grafiek staat van boven naar beneden vermeld: 
- Eindnotering

Dit is de positie die de club heeft bereikt in de competitie, zonder eventuele beslissings-, play-off- of nacompetitiewedstrijden die nodig zijn geweest om bijvoorbeeld de kampioen van de competitie te bepalen.
Indien een * achter het getal staat is de notering een tussenstand en kan het zijn dat de notering niet overeenkomt met de uiteindelijke eindstand van de competitie.
Staat er een - dan is het seizoen nog bezig en is er geen definitieve uitslag bekend.
Staat er xx op de positie van de notering, dan heeft de club vroegtijdig de competitie verlaten. Dit kan onder andere komen door terugtrekking van het team, faillissement van de club of door een uitgedeelde straf van de KNVB. In veel gevallen staat elders in het artikel de reden vermeld.
Staat er een ? dan is het resultaat uit het verleden onbekend, en is alleen de competitie of het niveau bekend van dat seizoen.
In de seizoenen 2019/20 en 2020/21 werd wegens de coronacrisis het amateurvoetbal afgebroken. Daardoor kennen deze staven geen eindklassering (middels -- weergegeven).
- Competitieniveau en afdelingsletter of Officiële eindstand Eredivisie
  - Competitieniveau en afdelingsletter

Hierbij geeft het getal het niveau weer, dat ook terug te vinden is in de legenda. De letter is de afdelingsaanduiding en wordt gebruikt wanneer er meer afdelingen zijn op hetzelfde niveau. De afdelingsletter is altijd een hoofdletter en wordt meestal zonder nummer gebruikt.
Voorbeeld: 2F is niveau 2e klasse competitie F.
Het competitieniveau en nummer wordt niet vermeld wanneer er slechts één competitie van dit niveau was.
  - Officiële eindstand Eredivisie (getal staat tussen haakjes vermeld)

Sinds de introductie van play-offwedstrijden voor Europees voetbal na afloop van de reguliere competitie in 2005/06, is de KNVB verplicht een eindstand van de Eredivisie door te geven aan de UEFA aan de hand van deze play-offwedstrijden.
Bij deze eindstand staan clubs die zich hebben gekwalificeerd voor Europees voetbal hoger dan clubs die zich niet wisten te kwalificeren. Indien er geen verschil was tussen de eindnotering en de officiële eindstand, staat dit getal niet vermeld.

- Onderafdeling

Hier staat afgekort de naam van de onderafdeling indien de club in dat jaar in een onderafdeling uitkwam. Tevens staat deze afkorting in de legenda en wordt gelinkt naar het artikel over deze onderafdeling. Deze afkorting wordt alleen vermeld wanneer de club in het verleden in verschillende onderafdelingen heeft gespeeld. Deze vermelding is in de staaf altijd in kleine letters. Deze onderafdelingen zijn na het seizoen 1995/96 afgeschaft. Heeft de club in slechts één onderafdeling gespeeld, dan is dit alleen terug te vinden in de legenda.
Onder de staaf staat het jaartal vermeld waarin het seizoen is afgesloten. 15 verwijst naar het seizoen 2014/15 of eventueel het seizoen 1914/15.
Wanneer een staaf leeg is, zijn deze gegevens niet bekend. Het kan ook zijn dat de club dat seizoen niet heeft meegespeeld op het hogere amateurniveau, vroegtijdig de competitie heeft verlaten of uit de competitie is gezet.

In het seizoen 1944/45 was er wegens de Tweede Wereldoorlog geen regulier competitievoetbal.
- Hoofdklasse (prof)
- Eredivisie
- Eerste klasse (prof)

Het seizoen 1954/55 begon in november 1954 na de fusie tussen de KNVB en de NBVB. In 1955 werden de Hoofdklassen A en B ingevoerd en in 1956 de eredivisie.
In 1956 eindigde Rapid JC in de Hoofdklasse B op de tweede plaats door de beslissingswedstrijd in de Goffert te Nijmegen tegen het gelijk geëindigde Sportclub Enschede te winnen. Met het als eerste geëindigde Elinkwijk en de nummers één en twee van de Hoofdklasse A NAC en Sparta werd een kampioenscompetitie gespeeld. Daarin eindigden Rapid JC en NAC met 8 punten uit 6 wedstrijden op de gedeelde eerste plaats. Op zaterdag 14 juli werd in stadion De Vliert te 's-Hertogenbosch de beslissingswedstrijd om het landskampioenschap gespeeld. Rapid JC versloeg daarin NAC met 3-0 door doelpunten van international Noud van Melis, Hub Bisschops en nog een keer Noud van Melis.

## Betaald voetbal

### Seizoensoverzichten
| Resultaten van Rapid JC sinds de toetreding in het betaald voetbal in 1954 | Resultaten van Rapid JC sinds de toetreding in het betaald voetbal in 1954 | Resultaten van Rapid JC sinds de toetreding in het betaald voetbal in 1954 | Resultaten van Rapid JC sinds de toetreding in het betaald voetbal in 1954 | Resultaten van Rapid JC sinds de toetreding in het betaald voetbal in 1954 | Resultaten van Rapid JC sinds de toetreding in het betaald voetbal in 1954 | Resultaten van Rapid JC sinds de toetreding in het betaald voetbal in 1954 | Resultaten van Rapid JC sinds de toetreding in het betaald voetbal in 1954 | Resultaten van Rapid JC sinds de toetreding in het betaald voetbal in 1954 | Resultaten van Rapid JC sinds de toetreding in het betaald voetbal in 1954 | Resultaten van Rapid JC sinds de toetreding in het betaald voetbal in 1954 | Resultaten van Rapid JC sinds de toetreding in het betaald voetbal in 1954 | Resultaten van Rapid JC sinds de toetreding in het betaald voetbal in 1954                                                                              |
| Seizoen                                                                    | Competitie                                                                 | Competitie                                                                 | Competitie                                                                 | Competitie                                                                 | Competitie                                                                 | Competitie                                                                 | Competitie                                                                 | Competitie                                                                 | Competitie                                                                 | Kwalificatie                                                               | KNVB beker                                                                 | Bijzonderheid |
| Seizoen                                                                    | Divisie                                                                    | GW                                                                         | W                                                                          | G                                                                          | V                                                                          | PNT                                                                        | DV                                                                         | DT                                                                         | POS                                                                        | Kwalificatie                                                               | KNVB beker                                                                 | Bijzonderheid |
| -------------------------------------------------------------------------- | -------------------------------------------------------------------------- | -------------------------------------------------------------------------- | -------------------------------------------------------------------------- | -------------------------------------------------------------------------- | -------------------------------------------------------------------------- | -------------------------------------------------------------------------- | -------------------------------------------------------------------------- | -------------------------------------------------------------------------- | -------------------------------------------------------------------------- | -------------------------------------------------------------------------- | -------------------------------------------------------------------------- | --- |
| 1954/55                                                                    | NBVB                                                                       | 11                                                                         | 4                                                                          | 3                                                                          | 4                                                                          | 11                                                                         | 27                                                                         | 28                                                                         | 5e                                                                         | –                                                                          | Geen bekertoernooi                                                         | Rapid '54 treedt toe tot het betaald voetbal De competitie werd na de fusie van de KNVB en de NBVB niet afgemaakt. Alle teams werden opnieuw ingedeeld. |
| 1954/55                                                                    | Eerste klasse C                                                            | 26                                                                         | 15                                                                         | 5                                                                          | 6                                                                          | 35                                                                         | 70                                                                         | 41                                                                         | 2e                                                                         | Hoofdklasse                                                                | Geen bekertoernooi                                                         | Rapid '54 fuseert met Juliana tot Rapid JC |
| 1955/56                                                                    | Hoofdklasse B                                                              | 34                                                                         | 20                                                                         | 8                                                                          | 6                                                                          | 48                                                                         | 90                                                                         | 46                                                                         | Landskampioen 2e (regulier)                                                | Eredivisie Kampioenscompetitie Europacup I                                 | Geen bekertoernooi                                                         | Rapid JC treedt toe tot het betaald voetbal Wedstrijden tegen Elinkwijk (3–1 & 0–2), NAC (5–1 & 1–0) en Sparta (3–1 & 1–2)                              |
| 1956/57                                                                    | Eredivisie                                                                 | 34                                                                         | 13                                                                         | 7                                                                          | 14                                                                         | 33                                                                         | 64                                                                         | 63                                                                         | 11e                                                                        | –                                                                          | Tussenronde (tussen 2e en 3e ronde)                                        | – |
| 1957/58                                                                    | Eredivisie                                                                 | 34                                                                         | 13                                                                         | 5                                                                          | 16                                                                         | 31                                                                         | 56                                                                         | 67                                                                         | 12e                                                                        | –                                                                          | 2e ronde                                                                   | – |
| 1958/59                                                                    | Eredivisie                                                                 | 34                                                                         | 20                                                                         | 8                                                                          | 6                                                                          | 48                                                                         | 64                                                                         | 34                                                                         | 2e                                                                         | –                                                                          | Halve finale                                                               | – |
| 1959/60                                                                    | Eredivisie                                                                 | 34                                                                         | 10                                                                         | 12                                                                         | 12                                                                         | 32                                                                         | 46                                                                         | 55                                                                         | 11e                                                                        | –                                                                          | Geen bekertoernooi                                                         | – |
| 1960/61                                                                    | Eredivisie                                                                 | 34                                                                         | 11                                                                         | 7                                                                          | 16                                                                         | 29                                                                         | 42                                                                         | 54                                                                         | 13e                                                                        | –                                                                          | 1e ronde                                                                   | – |
| 1961/62                                                                    | Eredivisie                                                                 | 34                                                                         | 6                                                                          | 8                                                                          | 20                                                                         | 20                                                                         | 35                                                                         | 77                                                                         | 18e                                                                        | –                                                                          | 3e ronde                                                                   | Rapid JC fuseert met Roda Sport en verandert haar naam in Roda JC                                                                                       |

### Spelers
Spelers die uitkwamen in competitie NBVB:
- Johan Adang (ex-Juliana)
- Rainer Barwasser (ex-Bleijerheide)
- Hub Bisschops (ex-MVV)
- Wiel Coerver (ex-Bleijerheide)
- Deu Cox (ex-Bleijerheide)
- Douwe Damsma (ex-CVV)
- Hubert Hanneman (ex-Bleijerheide)
- Huub Janssen (ex-Bleijerheide)
- Noud van Melis (ex-Eindhoven)
- Herman Meuser (ex-Groene Ster)
- Leen van Rikxoord (ex-Sittardia)
- Gerard Rumpen (ex-Bleijerheide)
- Hein Schaffrath (ex-Bleijerheide)
- Piet Strolenberg (ex-Kerkrade)
- Hein Strouken (ex-Sittardia)
- Leo Wesolek (ex-Waubachse Boys)

### Topscorers
- 1954/55:  Noud van Melis (6)
- 0000000  Huub Janssen (17)
- 1955/56:  Noud van Melis (25)
- 1956/57:  Noud van Melis (16)
- 1957/58:  Noud van Melis (14)
- 1958/59:  Mat Loo (18)
- 1959/60:  Hub Lenz (10)
- 1960/61:  Mat Loo (13)
- 1961/62:  Frans Rutten (25)

### Trainers
- 1954–1956:  Ludwig Veg
- 1956–1958:  Viktor Havlicek
- 1958–1961:  Frans Debruijn
- 1961–1962:  Ben Tap
- 0000–1962:  Adam Fischer (a.i.)

## In Europa
1/8 = achtste finale, T/U = Thuis/Uit, W = Wedstrijd, PUC = punten UEFA coëfficiënten .
Uitslagen vanuit gezichtspunt
| Seizoen | Competitie  | Ronde | Land                             | Club               | Totaalscore | 1e W    | 2e W    | PUC |
| ------- | ----------- | ----- | -------------------------------- | ------------------ | ----------- | ------- | ------- | --- |
| 1956/57 | Europacup I | 1/8   | Vlag van Joegoslavië (1943-1992) | Rode Ster Belgrado | 3–6         | 3–4 (T) | 0–2 (U) | 0.0 |

RKSV Bekkerveld · SV De Dem · SV Eikenderveld · RKSV Groene Ster · Heksenberg-NEC · FC Hoensbroek · Passart-VKC · RKHBS · Sporting Heerlen · RKVV Weltania
VV Chevremont · RKVV Haanrade · FC Kerkrade-West · Laura Hopel Combinatie · KVC Oranje · RKTSV · SVA Bleijerheide

Voormalig: Bleijerheide · Juliana · Minor ·  RKVV Miranda ·  Rapid JC · Roda Sport · Kerkrade